# Lophiophora purpurata
Lophiophora purpurata är en fjärilsart som beskrevs av George Francis Hampson 1926. Lophiophora purpurata ingår i släktet Lophiophora och familjen nattflyn. Inga underarter finns listade i Catalogue of Life.